# Becample fosc
El becample fosc (Corydon sumatranus) és una espècie d'ocell de la família dels eurilaimids (Eurylaimidae) i única espècie del gènere Corydon. Habita boscos, principalment de ribera del sud de Myanmar, Tailàndia, Cambodja, sud de Laos, centre i sud del Vietnam, Malaia, Sumatra i Borneo.